# Nationell normal
Nationell normal är en referens för en fysikalisk storhet inom ett land. I Sverige finns dessa hos företag som SP och SWEDAC.